# Spilosoma denigrata
Spilosoma denigrata är en fjärilsart som beskrevs av O. Schultz 1908. Spilosoma denigrata ingår i släktet Spilosoma och familjen björnspinnare. Inga underarter finns listade i Catalogue of Life.